# سن مارکوس (سوکره)
سان مارکوس (سوکره) (به اسپانیایی: San Marcos, Sucre) یک سکونتگاه مسکونی در کلمبیا است که در بخش سوکره واقع شده‌است.